# Trézéguet
Mahmoud Ahmed Ibrahim Hassan, conhecido pelo seu apelido, Trézéguet (Cafrel Xeique, 1 de outubro de 1994), é um futebolista egípcio que atua como ponta-direita. Atualmente joga pelo Al-Ahly.

## Carreira

### Al-Ahly
O jogador egípcio foi promovido para o profissional em 2012. Pelo clube, fez 87 jogos, marcou sete gols e deu nove assistências. Ainda pelo clube, conquistou a Copa do Egito em 2014, a Super Copa do Egito em 2012 e 2014, a Liga dos Campeões da CAF da temporada 11/12 e 12/13 e da Taça das Confederações da CAF em 2014.

### Anderlecht
Foi transferido para o time belga em 2015. No clube europeu, o egípcio teve uma atuação irregular, não atuando em muitos jogos, sendo primeiro emprestado para o Mouscron, também da Bélgica, e depois para o Kasimpasa, da Turquia.

### Aston Villa
Em 24 de julho de 2019, Trézéguet ingressou no Aston Villa, clube da Premier League, por uma taxa de £ 8,75 milhões. Ele marcou seu primeiro gol pelo Aston Villa em 2 de novembro de 2019, em uma derrota por 2 a 1 para o Liverpool.

## Origem do apelido
O jogador recebeu o apelido na época em que jogava no juniores do Al-Ahly, do Cairo. Ele jogava como ponta e tinha a cabeça raspada. Por conta da sua semelhança física com o jogador David Trezeguet, o treinador da época,  Badr Rajab, passou a chamá-lo de Trézéguet.

## Títulos
Al-Ahly
- Liga dos Campeões da CAF: 2012 e 2013[3]
- Taça das Confederações da CAF: 2014
- Supercopa da CAF: 2013 e 2014
- Copa do Egito: 2014
- Supercopa do Egito: 2012 e 2014